# Atomprøvesprængning
 Der er for få eller ingen kildehenvisninger i denne artikel, hvilket er et problem. Du kan hjælpe ved at angive troværdige kilder til de påstande, som fremføres i artiklen.

Atomprøvesprængninger er forsøg hvor kernevåben detoneres for at teste våbenets egenskaber. Gennem det 20. århundrede testede de fleste atommagter deres atomvåben. Atomprøvesprængninger kan give information om hvordan våbenet virker under forskellige forhold, samt hvordan mennesker, strukturer og udstyr reagerer når de udsættes for atomeksplosioner. Atomprøvesprængninger er også blevet brugt som en indikation af videnskabelig og militær styrke, og mange prøvesprængninger har været politisk motiverede.

## Historie
Den første atomprøvesprængning var trinitytesten, udført af USA 16. juli 1945. Over 500 atombomber blev sprængt i Jordens atmosfære mellem 1945 og 1980. Nogle af disse bomber skabte de kraftigste eksplosioner, menneskeheden har formået at producere. De fleste atomprøvesprængninger foregik dybt under jorden. Da kan de kontrolleres, og alt radioaktivt materiale holdes langt under jordoverfladen. Fra 1945 til 1959 og i 1961-62 var der ikke restriktioner på prøvesprængninger over jorden.
I 1963 indgik et antal stater, herunder atommagterne USA, Sovjetunionen og Storbritannien, en traktat om delvis stop for atomprøvesprængning som forbød prøvesprængninger i atmosfæren, undervandssprængninger og sprængninger i det ydre rum. Traktaten tillod fortsat underjordiske sprængninger. Frankrig og Kina var ikke medunderskrivere af traktaten, og Frankrig fortsatte med atmosfæriske atomprøvesprængninger indtil 1974, og Kina indtil 1980.
De nævnte lande fortsatte med underjordiske prøvesprængninger indtil 1990 (Sovjetunionen), 1991 (USA og Storbritannien) og 1996 (Kina og Frankrig). I 1996 indgik disse lande en traktat om fuldstændigt stop for atomprøvesprængninger og har ikke siden udført nogen. Traktaten er dog ikke pr. 2016 formelt trådt i kraft, idet den fortsat mangler at ratificering af 8 stater. Stater som ikke har underskrevet traktaten, har fortsat lavet atomprøvesprængninger. Indien og Pakistan sidste gang i 1998. Nordkorea har senest udført en atomprøvesprængning i 2017.

## Norden
Nedfald fra de sovjetiske prøver ved Novaja Zemlja i 1961 ramte i betydelig grad Norge. I Oslo, omkring 2.000 km fra sprængningsstedet, påvistes en forøget radioaktivitet i luft og regnvand nogle dage efter prøvesprængningernes start. Målinger af Cs-indholdet i mælk i 1960'erne i Norge og Sverige viste, at aktiviteten tiltog fra 2–3 Bq/l før prøverne startede til omkring 20 Bq/l i efteråret 1963. Omkring 1970 var den næsten tilbage til det niveau, der var målt før de store bombeprøver startede. Også i Danmark faldt niveauet fra 1960'erne med undtagelse af tiden efter Tjernobyl-ulykken.

## Atomprøvesprængninger efter land
Der er udført mere 2000 atomprøvesprængninger siden 1945.
- USA: 1054 atomprøvesprængninger ifølge officielle tal.
- Sovjetunionen: 715 atomprøvesprængninger ifølge officielle tal, plus 13 mislykkede sprængninger.
- Storbritannien: 45 atomprøvesprængninger.
- Frankrig: 210 atomprøvesprængninger ifølge officielle tal.
- Kina: 45 atomprøvesprængninger.
- Indien: 6 atomprøvesprængninger.
- Pakistan: 6 atomprøvesprængninger.
- Nordkorea: 5 atomprøvesprængninger.